# Stiglmaierplatz (metropolitana di Monaco di Baviera)
Stiglmaierplatz è una stazione della metropolitana di Monaco di Baviera, nel quartiere di Maxvorstadt, inaugurata il 28 maggio 1983.
È servita dalle linee U1 e U7.